# Histoire de l'Ariège

L'Ariège et les provinces et pays qui occupaient son territoire avant la Révolution :
Languedoc
Comté de Foix
Donezan
Couserans
Comminges

L'histoire de l'Ariège est celle du territoire du département de l'Ariège, créé le 4 mars 1790 en application de la loi du 22 décembre 1789, à partir du Comté de Foix et du Couserans.

## Préhistoire et protohistoire

### Le cadre naturel pyrénéen
Le paysage ariégeois s’est fixé dans sa forme actuelle à la fin du IVe millénaire av. J.-C.. Il était jusque-là l’objet de constants bouleversements, principalement dus aux aléas climatiques. Les glaciers pyrénéens descendaient beaucoup plus profondément dans les vallées, rendant difficile l’accès aux montagnes. La plaine ariégeoise et les Prépyrénées, plus verdoyantes, étaient les lieux de pacage des grands herbivores : mammouths, bisons, chevaux, rennes, etc..
Des alluvions, tantôt graveleuses, tantôt plus arénacées, ont été transportées par les torrents pyrénéens, et se sont déposées au fond des vallées et dans les plaines. Elles y favorisent l’agriculture, et constituent pour les hommes préhistoriques un réservoir inépuisable de galets, essentiellement du quartzite. De même, le silex est très abondant dans le massif calcaire prépyrénéen, et fut exploité dès 100 000 avant notre ère, jusqu’à une époque très récente, puisqu’on l’utilisait encore au début du XXe siècle pour les meules à grain et les pierres à briquets.

### L’établissement de l’homme moderne
L’implantation de petits groupes humains dans les limites de la plaine et les prépyrénées est à situer entre 100 000 et 40 000 av. J.-C.. L’arrivée de l’Homo sapiens, vers 40 000 avant notre ère, est bien représentée par l’entrée ouest de la grotte du Portel, à Loubens. Des silex provenant de lieux éloignés, utilisés dans la création d’outils nouveaux, y ont en effet été retrouvés, un signe de leur passage dans les Pyrénées centrales.
Les premières traces d’art mobilier, caractéristique de l’Aurignacien, ont été trouvées dans deux grottes, la Tuto de Camalhot à Saint-Jean-de-Verges, et au Mas-d'Azil. Il s’agit principalement d’os et d’ivoires décorés. Le Périgordien V, qui s’est développé parallèlement à l’Aurignacien, est quant à lui attesté par la mise au jour de burins de Noailles — caractéristiques de cette industrie lithique —, datant de 22650 ± 350 av. J.-C. dans la grotte d'Enlène, à Montesquieu-Avantès.
En même temps que l’ère glaciaire touche à sa fin apparaît en Europe une nouvelle culture, le Magdalénien. Leur présence sur le territoire ariégeois est attestée dès 12 850 av. J.-C. par des vestiges découverts dans la grotte d’Enlène. Les Magdaléniens ont laissé des traces de leur passage dans pas moins d’une trentaine de cavités, avec au premier plan le Mas-d’Azil, Enlène et la grotte de la Vache.

### De l’Azilien au Néolithique
À la culture magdalénienne succède la riche culture azilienne, du nom de la célèbre grotte du Mas-d'Azil, située sur le massif du Plantaurel, dans les prépyrénées ariégeoises. Autrefois désigné comme étant une culture du Mésolithique, l’Azilien tend à être inclus dans la phase Épipaléolithique ; il est donc à proprement parler antérieur au Mésolithique. L’Azilien se distingue essentiellement par des galets coloriés et des harpons plats, retrouvés en abondance au Mas d’Azil.
Le territoire ariégeois se caractérise par le très faible nombre de vestiges de cultures du Mésolithique ayant été retrouvés. Il en va de même pour les débuts du Néolithique ; est-ce dû à une recherche insuffisante, ou plutôt à une absence de l’homme dans cette partie des Pyrénées, du fait de la carence en limons, essentiels au développement de l’agriculture naissante ? Quoi qu’il en soit, il faut attendre le néolithique final pour assister à un repeuplement des montagnes, avec une occupation généralisée des grandes grottes sur le territoire ariégeois, et plus particulièrement dans le bassin de Tarascon.

### Protohistoire
La protohistoire s’ouvre avec l'Âge du cuivre (chalcolithique), par des apports venus du midi méditerranéen, et en particulier des silex, retrouvés en abondance dans la montagne comme dans la plaine ariégeoise. Les trois grandes phases de l’âge du bronze (ancien, moyen et final), qui lui succède, sont clairement distinguées dans la céramique et les objets en métal. Des objets en bronze ont été retrouvés en grand nombre, et la plupart du temps en bon état. Plusieurs indices laissent à penser qu’une métallurgie locale a existé dans la région.
On trouve un certain nombre de sépultures collectives de cette époque : des dolmens, mais surtout des cavités sépulcrales, près d’une centaine. Plus tard, lors du bronze moyen, apparaîtront également des tumulus et des champs d’urnes. À Saint-Félix-de-Tournegat a été découvert au début du XXe siècle un dépôt d'urnes funéraires remontant à 700 avant J.C.

## Antiquité: de -500 auVesiècle

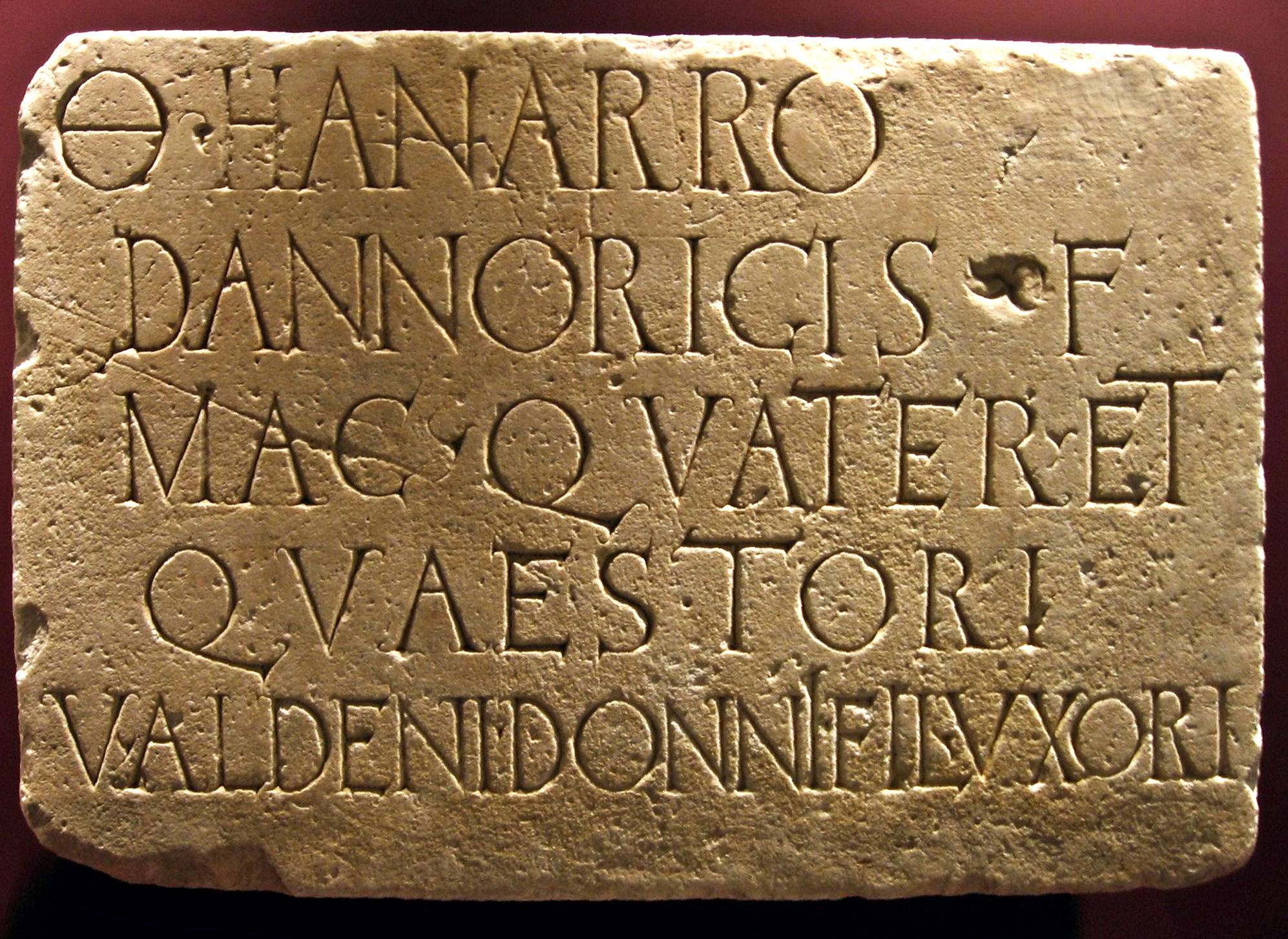
inscription retrouvée à Saint-Lizier datant du (musée Saint-Raymond, Toulouse).

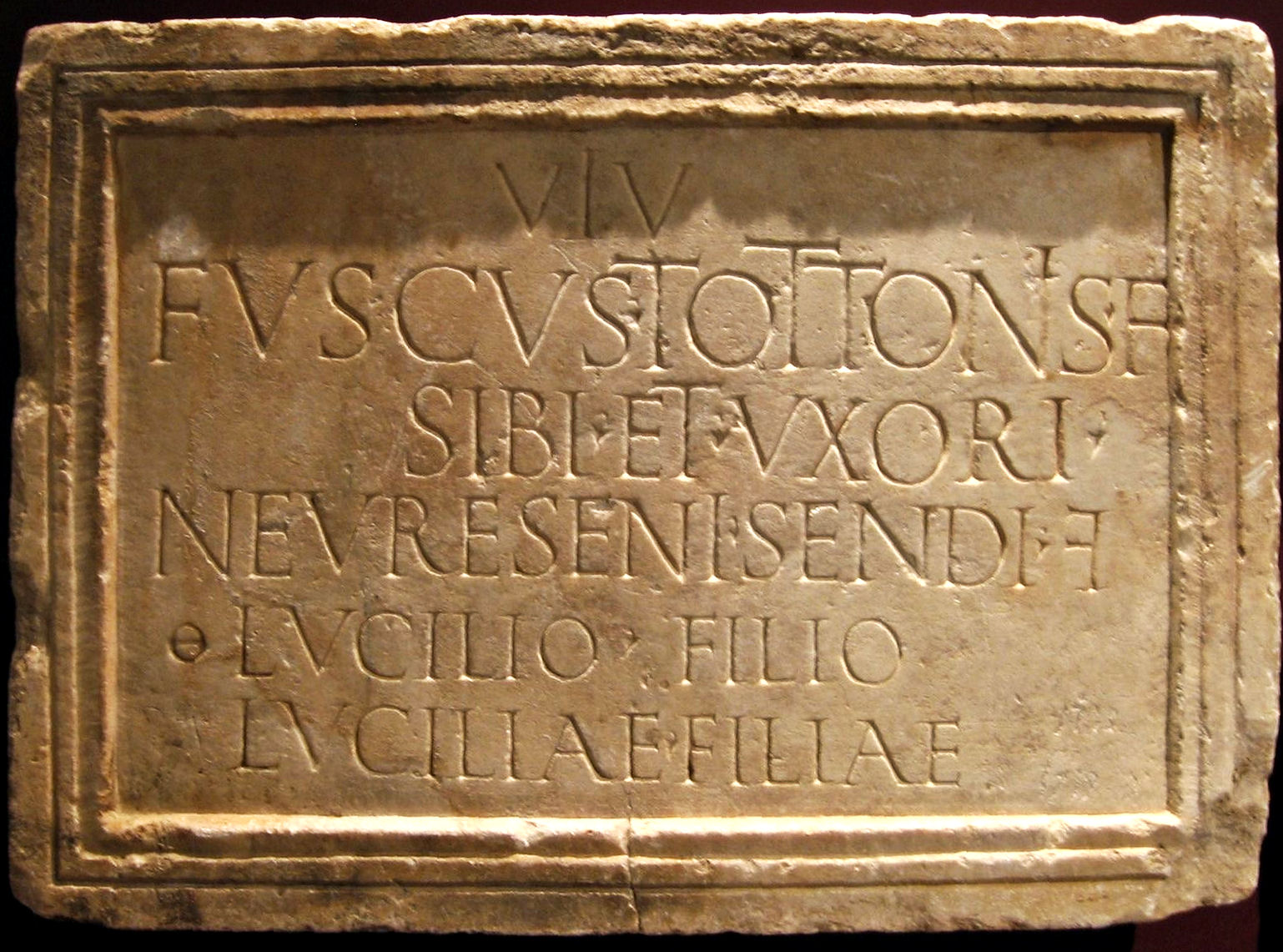
inscription funéraire retrouvée à Bethmale datant du Ier siècle (musée Saint-Raymond, Toulouse).

On dispose de plusieurs preuves d'activités gallo-romaines dans cette région.
- monnaies et statuette en bronze de Mercure datant du IIIe siècle av. J.-C., ainsi qu'un puits funéraire remontant à 30 ou 50 av. J.-C. découverts à Pamiers
- l'oppidum de La Tour d'Ope (à Saint-Jean de Verges) a été occupé de la fin de l'âge du fer jusqu'à la fin de l'Empire Romain. Il a livré de nombreux vestiges mobiliers (pièces, statues, vases, bijoux...)
- inscription funéraire retrouvée à Arrien-en-Bethmale, datant du Ier siècle
- Inscription datant du Ier ou  IIe siècle à Saint-Lizier.
- Découverte à Saint-Girons en 1994 d'un trésor de 13.000 pièces en billon datant du IIIe siècle après Jésus-Christ (entre 250 et 280).

## Moyen Âge: duVesiècleauXVesiècle

### Les premiers pas de la chrétienté
- 498 - Martyre de Saint Volusien
- 506 - Martyre de Saint Antonin
- Avant 807 - Fondation de l'Abbaye du Mas-d'Azil[10]
- Avant 849 - Fondation de l'Abbaye de Saint-Volusien à Foix
- 937 - Fondation de l'Abbaye Saint-Antoine-et-Saint-Pierre de Lézat-sur-Lèze.

### Le Catharisme et ses conséquences
- 1207 - Colloque de Pamiers
- 1212 - Statuts de Pamiers
- 16 mars 1244: N'ayant pas renié leur foi, 205 cathares sont brûlés au pied du château de Montségur
- 1295 - Création de l'évêché de Pamiers

### La dynamique des bastides
Des villes nouvelles dénommées bastides vont être créées dans un vaste mouvement d'urbanisation et de compétition féodale qui concernera le grand Sud-Ouest. Elles le seront généralement en paréage entre des nobles et des ecclésiastiques implantés dans des abbayes très structurantes dans leur terroir, des avantages définis par une charte seront accordés à leurs habitants. Selon Alcide Curie-Seimbres : « Les bastides furent toutes fondées a novo, d'un seul jet, à une date précise, sur un plan préconçu, généralement uniforme, et cela dans la période d'une centaine d'années (1250-1350) ». Elles furent plus d'une vingtaine en Ariège qui connurent des fortunes diverses quant à leur développement mais se fut globalement une période faste de développement urbain.

### UnXIVesiècletrès difficile
Si le XIIIe siècle fut opulent, le siècle suivant se caractérise par un fort recul démographique dû à la grande famine des années 1310, initiée ou amplifiée par les prémices du petit âge glaciaire, puis la peste noire en 1348 avant que ne survienne la guerre de Cent Ans précédée par des pillages ponctuels commis par des Routiers.
Puissant chef de guerre au service du royaume, le connétable de France Louis de Sancerre, plus connu sous le nom de Maréchal de Sancerre soumet le comté de Foix à Saverdun et les autres domaines à l'autorité royale : les habitants prêtent fidélité au roi le 30 août 1398. Louis se rend maître des Bordes, du Fossat, de Daumazan, de Saint-Ybars, de la Bastide-de-Besplas… et entreprend la prise du château de Montaut le 24 janvier 1399. Le 10 mai 1399, par le traité de Tarbes, le comte de Foix-Grailly abandonne le parti anglais. Le connétable de Sancerre avait déjà conquis quelques-uns de ses châteaux.

## Époque moderne: duXVIesiècleà la Révolution

### Guerres de Religion et gentilshommes verriers
Depuis la fin du XVIe siècle jusqu'au début du XVIIe siècle, le département est secoué par les conflits entre protestants et catholiques. Les deux camps s'en prennent aux biens des catholiques et aux lieux de culte (pillages et incendies d'églises, de châteaux et de villages). Par exemple, des pillages et des destructions effectués par les huguenots sont cités à plusieurs reprises sur Aulus en 1568, en 1574 et en 1587. Les huguenots ruinent l'église de La Tour-du-Crieu en 1621. En 1629, Pamiers est ravagée par Henri II de Bourbon-Condé à la suite de soulèvements qui firent des centaines de morts dans la ville. De même, les églises et abbayes de Foix, Tarascon-sur-Ariège, Saint-Girons, Saverdun, Le Mas-d'Azil, sont incendiées et ruinées.
Bénéficiant d'un privilège royal, les gentilshommes verriers étaient des nobles protestants à l'origine, dès 1530, d'importantes verreries à Gabre, Fabas, Sainte-Croix... nécessitant d'importantes ressources en bois. La dernière perdurera à Mercenac à l'aube du XXe siècle avec une centaine de salariés.
Le gouvernement de Foix fut une circonscription militaire de l'ancien régime administrée par un gouverneur.

### La Révolution et la création du département

Carte de l'Ariège (1790)

De 1791 à 1793, les trois districts (Saint-Girons, Mirepoix et Tarascon) du département de l'Ariège fournirent 5 bataillons de volontaires nationaux.

## Époque contemporaine: duXIXesiècleà aujourd'hui

### Une jacquerie ariégeoise
Une importante jacquerie appelée guerre des Demoiselles débuta dans le Castillonnais entre le printemps 1829 et le printemps 1830. Déguisés en femmes et grimés, les révoltés étaient nombreux et déterminés. Ce mouvement s'est progressivement élargi à d'autres parties forestières de l'Ariège. C'est le vote, le 27 mai 1827, d'une nouvelle réglementation du code forestier, effectivement appliquée à partir de 1829, qui mit le feu aux poudres. Ce nouveau code impose « une nouvelle réglementation de l'usage des forêts, en particulier concernant le ramassage du bois, les coupes et surtout le pâturage désormais mis en défens (interdit), le droit de marronnage, et les droits de chasse, de pêche et de cueillette ». Il s'agit surtout de la rupture de l'équilibre entre le système traditionnel agro-sylvo-pastoral pyrénéen et le système technico-économique de propriétaires s'appuyant sur le code forestier et désirant intensifier le charbonnage afin d'alimenter principalement l'industrie naissante.

### Le choléra dévastateur
La maladie du choléra sévit en France à plusieurs reprises au XIXe siècle. En Ariège, L’épidémie de 1854 a été terrible avec 11 400 morts sur 267 500 habitants, à comparer avec les 120 000 victimes environ pour toute la France. L’Ariège a été le département le plus éprouvé, ce qui laisse transparaître rétrospectivement des conditions d'hygiène alors particulièrement dégradées.

### L'âge industriel
L'industrie au XIXe siècle est en plein essor. La force hydraulique proposée par les nombreux cours d'eau y est pour beaucoup. Le département possède aussi une réserve importante en minerai de fer avec notamment une mine exceptionnelle: la mine de Rancié. Ainsi, la métallurgie se développe en particulier. L'usine métallurgique de Pamiers créée en 1817, les forges de Montgailhard et de Niaux, les hauts fourneaux de Tarascon-sur-Ariège, en sont quelques exemples. Dès 1907, une aluminerie apparait à Auzat pour la fabrication de lingots et de billettes d'aluminium, puis en 1929 à Quié (usine de Sabart) avec comme corollaire le mise en place de barrages hydroélectriques ou de conduites forcées. La vallée de Vicdessos supplée ainsi la fermeture de la mine de fer de Rancié en 1929 par l'industrie de l'aluminium et l'hydroélectricité.
D'autres industries se développent avec plusieurs unités et des sous-traitants : l'industrie du papier dans le Saint-Gironnais, et celle du textile au pays d'Olmes, qui fait la prospérité du bassin de Lavelanet aux XIXe et XXe siècles. Un secteur minier, plus éphémère, prospérera cependant au début du XXe siècle avec notamment l'extraction de zinc et de plomb dans la montagne frontalière du Castillonnais et du tungstène à Salau, et d'autres minerais dans le Vicdessos ou le massif de Tabe.
Sans que l'on puisse véritablement parler d'industrie, d'autres secteurs d'activités génèrent une économie plus ou moins stable comme les fromageries et les carrières de marbre en Couserans.

### Seconde Guerre mondiale
L'Ariège fait partie de la Zone libre, jusqu'au 11 novembre 1942, date à laquelle les armées allemande et italienne envahissent la zone libre, lors de l'opération Anton.
Dès juin 1942, la résistance en Ariège se signale par la lutte contre la Relève puis contre le Service du travail obligatoire.
Le préfet de l'Ariège Pierre Monzat, vichyste convaincu, ne néglige rien pour assurer le succès de la Relève puis du STO allant lui-même dans les usines tenir des conférences pour persuader les ouvriers de partir.
Toutefois la Résistance ariégeoise tente d'empêcher, par divers moyens, le départ des jeunes pour l'Allemagne :
- Par distributions de tracts dénonçant la relève, le STO et la politique de Vichy
- En effectuant des attentats à l'explosif contre les offices de placements allemands, comme à Pamiers et Saint-Girons
- En créant des filières de passages vers l'Espagne et l'Andorre, un réseau de routes d'évasions connu aujourd'hui sous le nom de Chemin de la liberté[13]
- En créant un service NAP afin d'entraver le déroulement normal des convocations au STO et faire du sabotage administratif.

Dès l'été 1943, les premiers maquis, constitués principalement de réfractaires au STO venant de toute la France, voient le jour.
Grâce au sabotage administratif, aux actions de renseignements et à la résistance au départ, si les deux premiers contingents du STO de l'Ariège sont réalisés à près de 90 %, le 3e compte 30 % de réfractaires et pour le 4e, en octobre novembre 1943, on relève quatre départs sur 200.
À partir du 4e trimestre de l'année 1943, les maquis ariégeois subissent la répression de l'occupant :
- 9 septembre 1943 : le maquis du Port situé dans le hameau de Ezez est encerclé et anéanti.
- 18 septembre 1943 : un accrochage a lieu près de Péreille entre une patrouille allemande et le maquis d'Ilhat. L'occupant à 3 blessés légers alors que les FTP perdent deux hommes. C'est le premier affrontement, dans la région, entre maquisards français et les troupes allemandes.
- 20 septembre 1943 : un bataillon SS de police décime le maquis installé dans les grottes du massif de Tabe (dit aussi massif de la Frau)
- En octobre 1943 : le maquis de Camarade est anéanti. Six résistants sont brûlés vifs dans une grange.

En deux mois, les opérations anti-maquis allemandes leur auront permis d'arrêter une centaine de maquisards et d'en tuer une douzaine.
A partir de juin 1943, un réseau de renseignements franco-américain, appelé Wi-Wi et dépendant de l'Office of Strategic Services, se structure entre Marseille et l'Ariège (principalement le Couserans). Fort d'une trentaine de membres et de centaines d'informateurs, il est dirigé par Jean-Marie Morère. Il transmet des informations militaires qui ont permis et facilité le débarquement de Provence du 15 août 1944,.
Les villes et villages du département sont progressivement libérées à partir du 17 août 1944, à commencer par Lavelanet et Bélesta, puis Pamiers le lendemain.

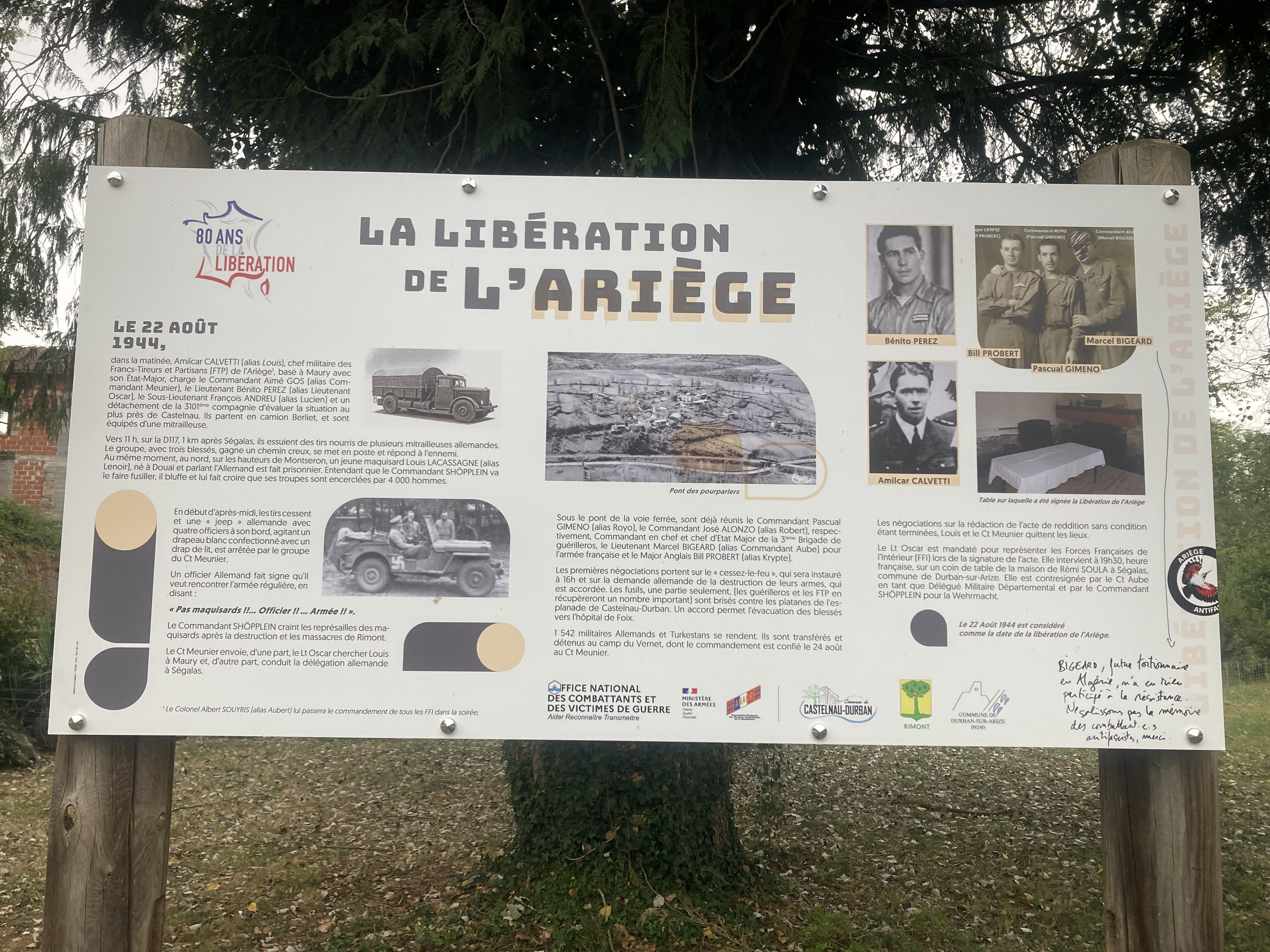
Panneau explicatif sur la Libération du département, situé à Ségalas.

Le 21 août 1944, à Rimont, une attaque menée par 31 résistants contre une colonne de 2 000 soldats allemands et turkestanais en retraite, cause la mort de 17 d'entre eux. En représailles la localité est incendiée. Onze Rimontais sont fusillés, 236 immeubles sont entièrement détruits et 18 partiellement. Sur le nombre, 152 maisons d’habitations sont détruites sur 169. Ce sont 95 familles soit 321 personnes qui sont sans abri. La mairie, les écoles, les archives sont anéanties.
Les attaques du maquis ariégeois se poursuivent toutefois et aboutissent le 22 août 1944 près de Castelnau-Durban à la capture de la colonne ennemie (les Allemands perdent entre 150 et 300 morts et 1 200 prisonniers - plus de 1 500 selon d'autres sources). La capitulation est signée dans le hameau de Ségalas.

### Républicains espagnols
De nombreux républicains espagnols, exilés lors de la Retirada, ont rejoint la Résistance intérieure, comme Conchita Ramos, active à Foix. Le monument national aux guérilleros espagnols, œuvre de l'artiste Manolo Valiente, rend hommage à ces résistants dans la commune ariégeoise de Prayols.